# Municipio de Aetna (Illinois)
El municipio de Aetna (en inglés: Aetna Township) es un municipio ubicado en el condado de Logan en el estado estadounidense de Illinois. En el año 2010 tenía una población de 535 habitantes y una densidad poblacional de 5,96 personas por km².

## Geografía
El municipio de Aetna se encuentra ubicado en las coordenadas 40°5′55″N 89°12′9″O / 40.09861, -89.20250. Según la Oficina del Censo de los Estados Unidos, el municipio tiene una superficie total de 89.78 km², de la cual 89,77 km² corresponden a tierra firme y (0,01 %) 0,01 km² es agua.

## Demografía
Según el censo de 2010, había 535 personas residiendo en el municipio de Aetna. La densidad de población era de 5,96 hab./km². De los 535 habitantes, el municipio de Aetna estaba compuesto por el 96,82 % blancos, el 0,37 % eran amerindios, el 0,56 % eran asiáticos, el 1,31 % eran de otras razas y el 0,93 % eran de una mezcla de razas. Del total de la población el 1,5 % eran hispanos o latinos de cualquier raza.